# Comuna Mali Lîsivți, Skvîra
Mali Lîsivți (în ucraineană Малі Лисівці) este o comună în raionul Skvîra, regiunea Kiev, Ucraina, formată din satele Mali Lîsivți (reședința) și Mînkivți.

## Demografie
Componența lingvistică a comunei Mali Lîsivți
     Ucraineană (97,65%)
     Rusă (2,15%)
Conform recensământului din 2001, majoritatea populației comunei Mali Lîsivți era vorbitoare de ucraineană (97,65%), existând în minoritate și vorbitori de rusă (2,15%).